# Matthew Noble
Matthew Noble (* 23. März 1817 in Hackness, Yorkshire, England; † 23. Juni 1876 in Kensington, London, England) war ein britischer Porträtbildhauer.

## Leben

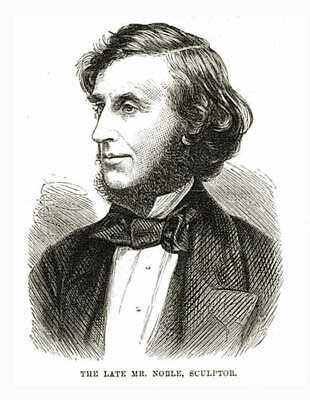
The Late Mr Noble, Sculptor - portrait of the British sculptor. Matthew Noble (1817– 1876) aus der Zeitschrift The Illustrated London News, 8. Juli 1876

Matthew  Noble wurde als Sohn eines Steinmetzes in Hackness, Yorkshire, geboren. Er erhielt seine erste Ausbildung in der Werkstatt seines Vaters. Dank der Unterstützung eines Gönners konnte er seine künstlerische Ausbildung in London fortsetzen, wo er Schüler des Bildhauers John Francis wurde. Im Jahr 1855 heiratete er Frances Mary Claxton, eine Enkelin seines Lehrmeisters. Das Paar hatte vier Söhne, von denen zwei früh verstarben. Einer seiner Söhne, Herbert, kam 1876 bei einem Eisenbahnunfall ums Leben. Ab 1845 stellte Noble regelmäßig an der Royal Academy aus. Seinen künstlerischen Durchbruch erlebte er 1856 mit dem Gewinn des Wettbewerbs für ein Wellington-Denkmal in Manchester. Er lebte in Kensington, wo er 1876 starb. Er wurde auf dem Brompton Cemetery bestattet. Unvollendete Werke ließ er von seinem Assistenten Joseph Edwards vollenden.

## Werk
Matthew  Noble spezialisierte sich auf Porträtbüsten und Standbilder bedeutender Zeitgenossen. Seine bedeutendsten Werke sind:
- das Wellington-Denkmal (1856) und das Albert-Denkmal (1862–1867) in Manchester,
- Büsten von Königin Victoria (1858) und Prinzessin Alexandra (1872) in der Leeds Town Hall,
- Standbilder von Sir Robert Peel (1853 in Liverpool),
- Standbilder von dem Duke of Wellington, dem Earl of Derby (Parliament Square, 1874) und General Sir James Outram (Victoria Embankment Gardens, 1871) sowie
- die Oliver-Cromwell-Statue (1861) im Rathaus von Manchester und eine spätere Variante im Wythenshawe Park.

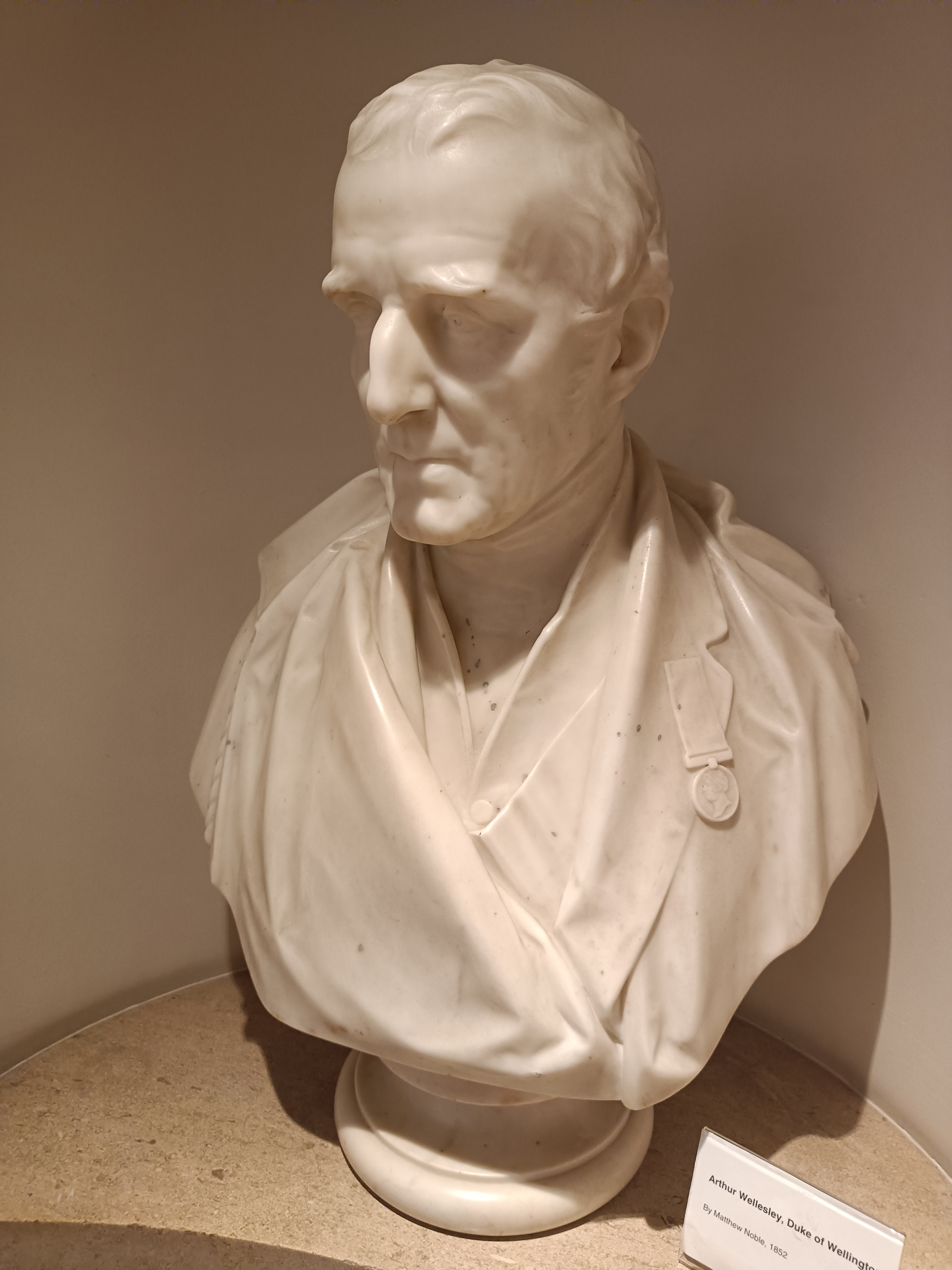
Duke of Wellington von Matthew Noble (1852)

Matthew  Nobles Stil war vom Naturalismus des viktorianischen Zeitalters geprägt. Er legte großen Wert auf physiognomische Genauigkeit und eine klassisch inspirierte Formensprache. Manche Kritiker warfen ihm jedoch vor, sich zu sehr auf seine Werkstatt und Assistenten zu verlassen. Der Historiker Francis Palgrave beschrieb seine Arbeit als handwerklich solide, aber stellenweise künstlerisch konventionell.